# Улица Сторожевой Башни
Улица Сторожевой Башни — улица в исторической части Выборга, одна из старейших улиц города. Проходит от улицы Южный Вал до улицы Ладанова.

## История
Застройка Выборга, сформировавшаяся в XV веке, была хаотичной: вдоль извилистых узких улиц стояли бюргерские дома, главным образом деревянные. В 1640 году шведским инженером А. Торстенсоном с помощью землемера А. Стренга был составлен первый регулярный план шведского Выборга, согласно которому город разделялся на кварталы правильной геометрической формы прямыми улицами, ширина которых, в основном, была равна 8,5 метров. Одной из четырёх важнейших городских магистралей стала вновь проложенная по новому плану улица святого Андреаса (швед. Sankt Andreas gatan), ориентированная на одноимённую башню городской оборонительной стены, с которой связана легенда о Выборгском громе (башня находилась во дворе нынешнего д. 6 по улице Германа Титова).
Так как городской план 1640 года не учитывал особенностей рельефа, то характерной особенностью улицы стал крутой подъём от городского собора по склону скалы, на которой находилась Сторожевая башня (в районе современного дома 10а). Она и стала в действительности замыкать перспективу улицы, у которой появилось второе название — «улица Сторожевой башни» (швед. Wakttornsgatan, швед. Waktklocksgatan). Первоначальное название вышло из употребления в XVIII веке. В соответствии с планом прокладывалось продолжение улицы на территории Земляного города (Вала), но городская стена, разделявшая Каменный город и Рогатую крепость, была пробита только в 1740-х годах.
После взятия Выборга русскими войсками в 1710 году на русских картах улица называлась Подзорной. Она застраивалась домами в стиле русского классицизма. В XVIII—начале XIX века в соответствии с утверждённым российской императрицей Екатериной II в 1794 году генеральным планом Выборга застройкой примыкающей к улице Соборной площади был сформирован новый городской центр с православным Спасо-Преображенским собором, домом наместника и Выборгским театром. Начинаясь от бастиона Зант, Подзорная улица проходила через всю Выборгскую крепость, упираясь в Юго-восточный вал — куртину, соединявшую мощные бастионы Панцерлакс и Европ, между которыми находились Зюйдские ворота.
В 1812 году Финляндская губерния, переименованная в Выборгскую, была присоединена к Великому княжеству Финляндскому в составе Российской империи, в результате чего языком официального делопроизводства в губернии снова стал шведский. На шведоязычных картах использовалось название швед. Wakt Klocks gatan.
В 1861 году выборгским губернским землемером Б. О. Нюмальмом был разработан городской план, предусматривавший снос устаревших укреплений Выборгской крепости и формирование сети новых прямых улиц. Бастион Зант и Юго-восточный вал были разобраны, и, таким образом, к концу XIX века границы улицы окончательно сформировались: она завершается у здания Выборгского реального училища.
После введения в 1860-х годах в официальное делопроизводство Великого княжества финского языка получили распространение финноязычные карты Выборга, на которых улица именовалась Вахтиторнинкату (фин. Vahtitorninkatu); с провозглашением независимости Финляндии финский вариант названия стал официальным.

Первый регулярный план Выборга (1640-е годы). На плане обозначена S. Andra gatan
План Выборга с предместьями 1802 года из «Атласа Финляндской губернии с уездами и городами и планами всем публичным строениям 1803 года». На плане обозначена Подзорная улица
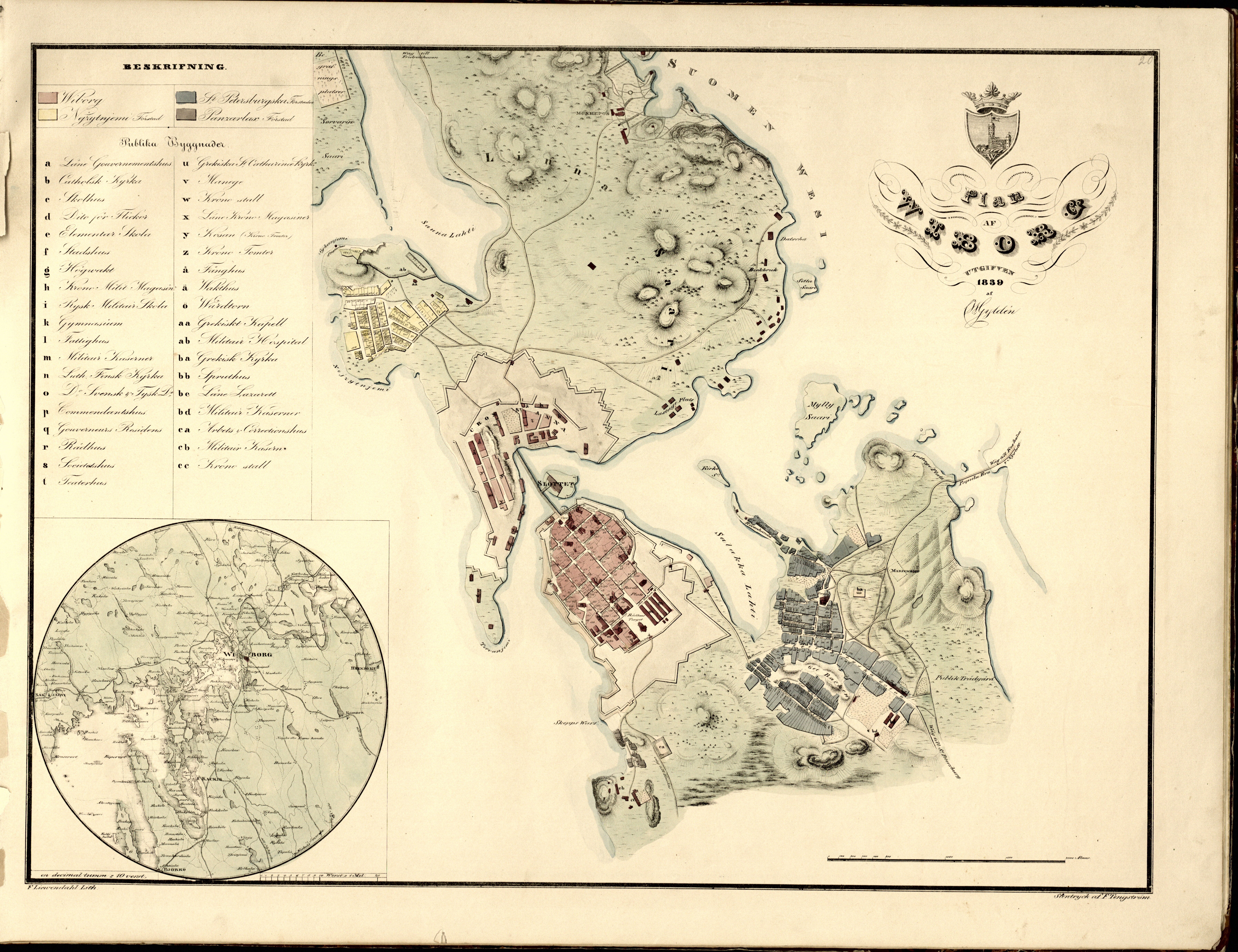
Шведоязычный план Выборга 1839 года. На плане обозначена Wakt Klocks gatan
Генеральный план Выборга 1861 года

Застройка улицы сильно пострадала в результате советско-финских войн (1939—1944). Большое количество участков, освободившихся из-за военных разрушений, осталось незастроенным. К советскому периоду относится строительство общежития на углу с улицей Новой Заставы по проекту архитектора Б. И. Соболева.
В период вхождения Выборга в состав Карело-Финской ССР в 1940—1941 годах, когда использовались таблички и вывески на двух языках, по-русски улица стала именоваться улицей Сторожевой Башни. С 1944 года, после передачи Выборга в состав Ленинградской области, русское название закрепилось в качестве единственного официального.
С 2008 года, после разделения всей территории Выборга на микрорайоны, улица Сторожевой Башни относится к Центральному микрорайону города.
Прилегающий к улице так называемый квартал Сольберга (образован улицами Крепостной, Красноармейской, Сторожевой Башни и Красина) планируют приспособить под театрально-развлекательный комплекс, восстановив старые фасады.

## Достопримечательности
д. 3 — усадьба XVIII века
д. 6 — развалины Старого кафедрального собора и его бывшая колокольня
д. 11 — жилой дом (, нач. XIX в., 2 пол. XIX в., архитектор Ф. Оденваль)
д. 12 — жилой дом (1906, архитектор Карл Сегерстад)
д. 18 — жилой дом Клоуберга (нач. XIX в., 1905, архитектор Карл Сегерстад)
д. 25 — Президентский дом (1847, архитектор Эрнст Лорман)
д. 27 — Дворец наместника (1784, архитектор К. И. Шпекле)
Спасо-Преображенский кафедральный собор
Большинство зданий, расположенных на улице, внесено в реестр объектов культурного наследия в качестве памятников архитектуры.

## Галерея

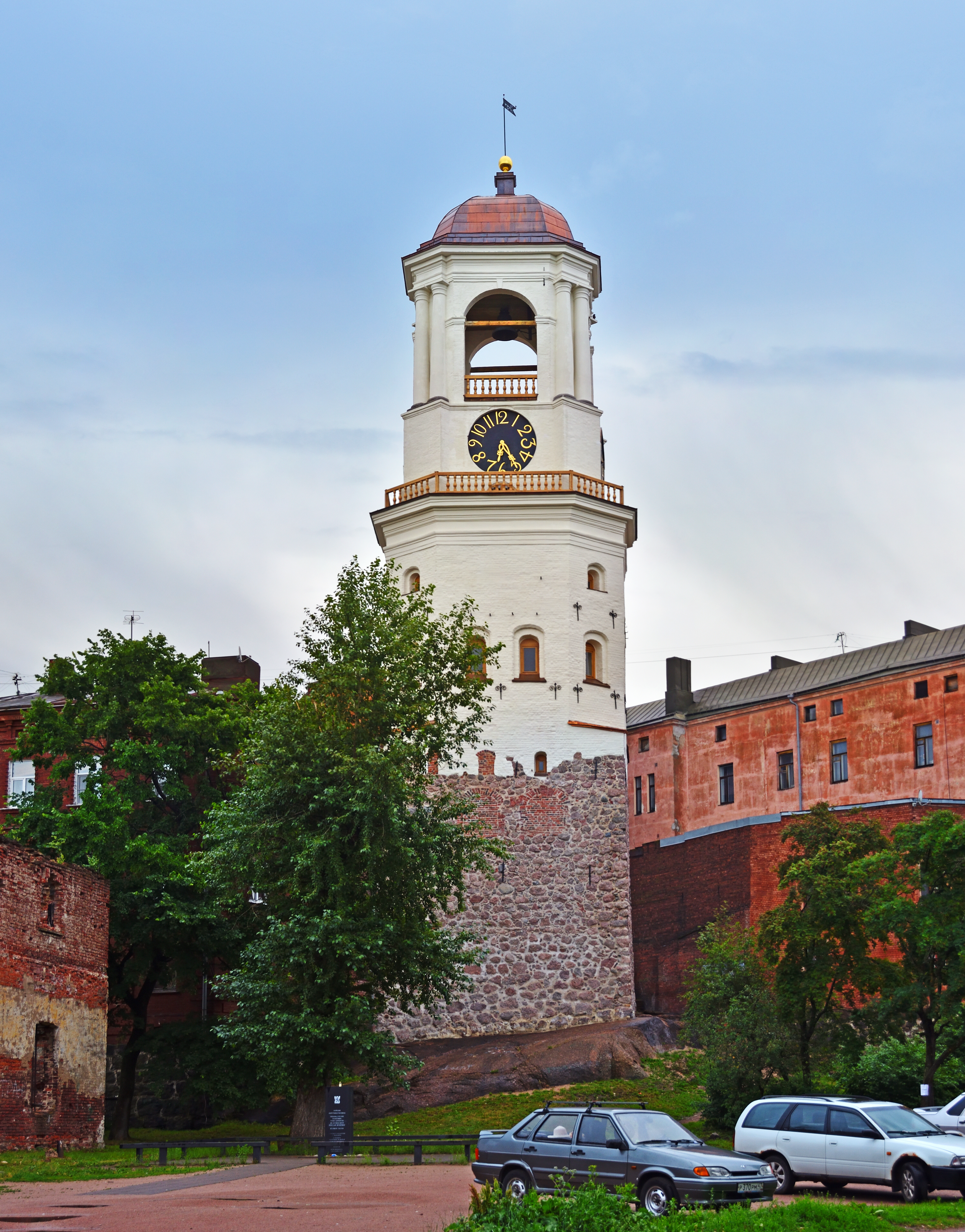
Часовая башня
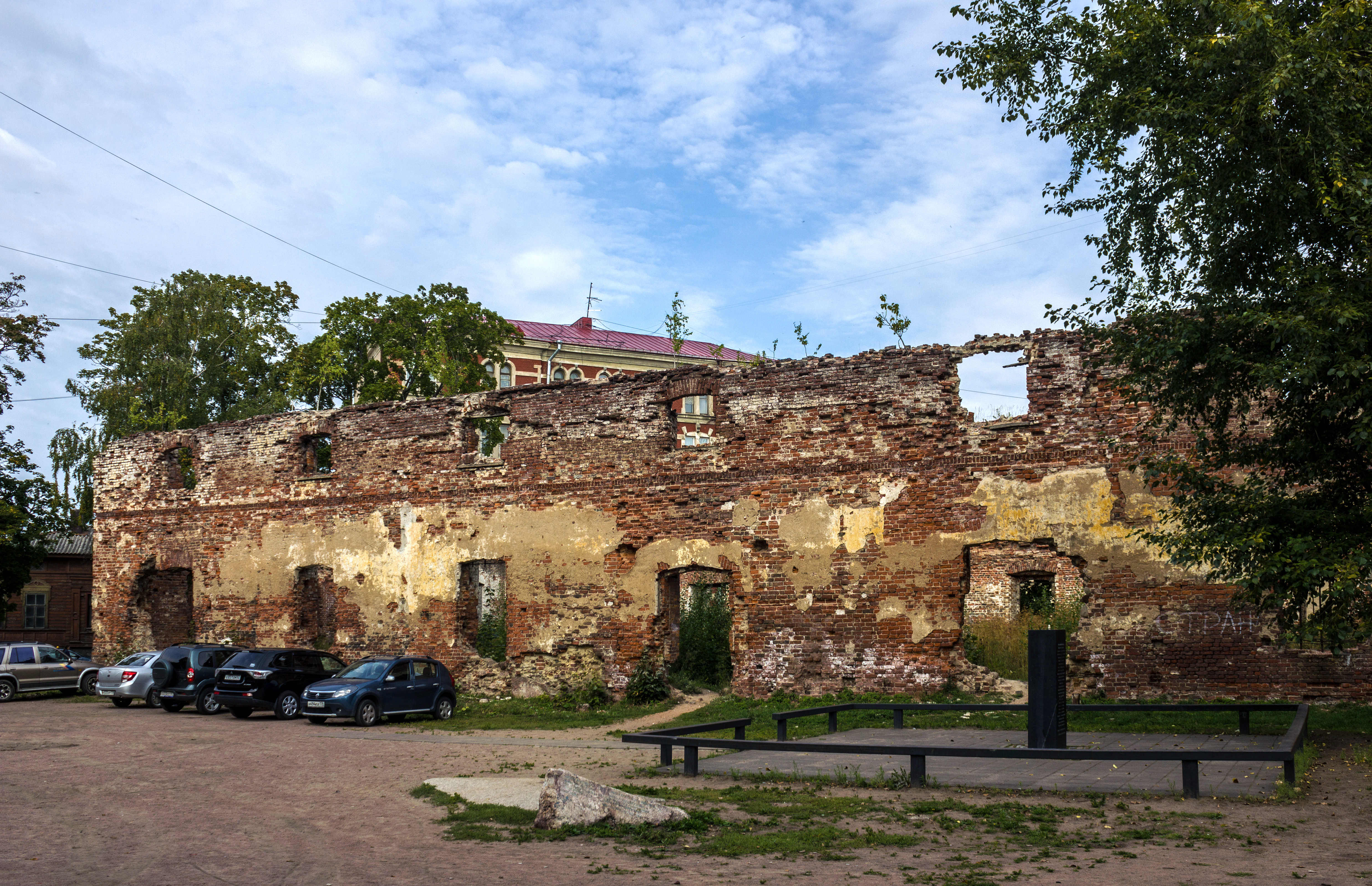
Руины старого городского собора
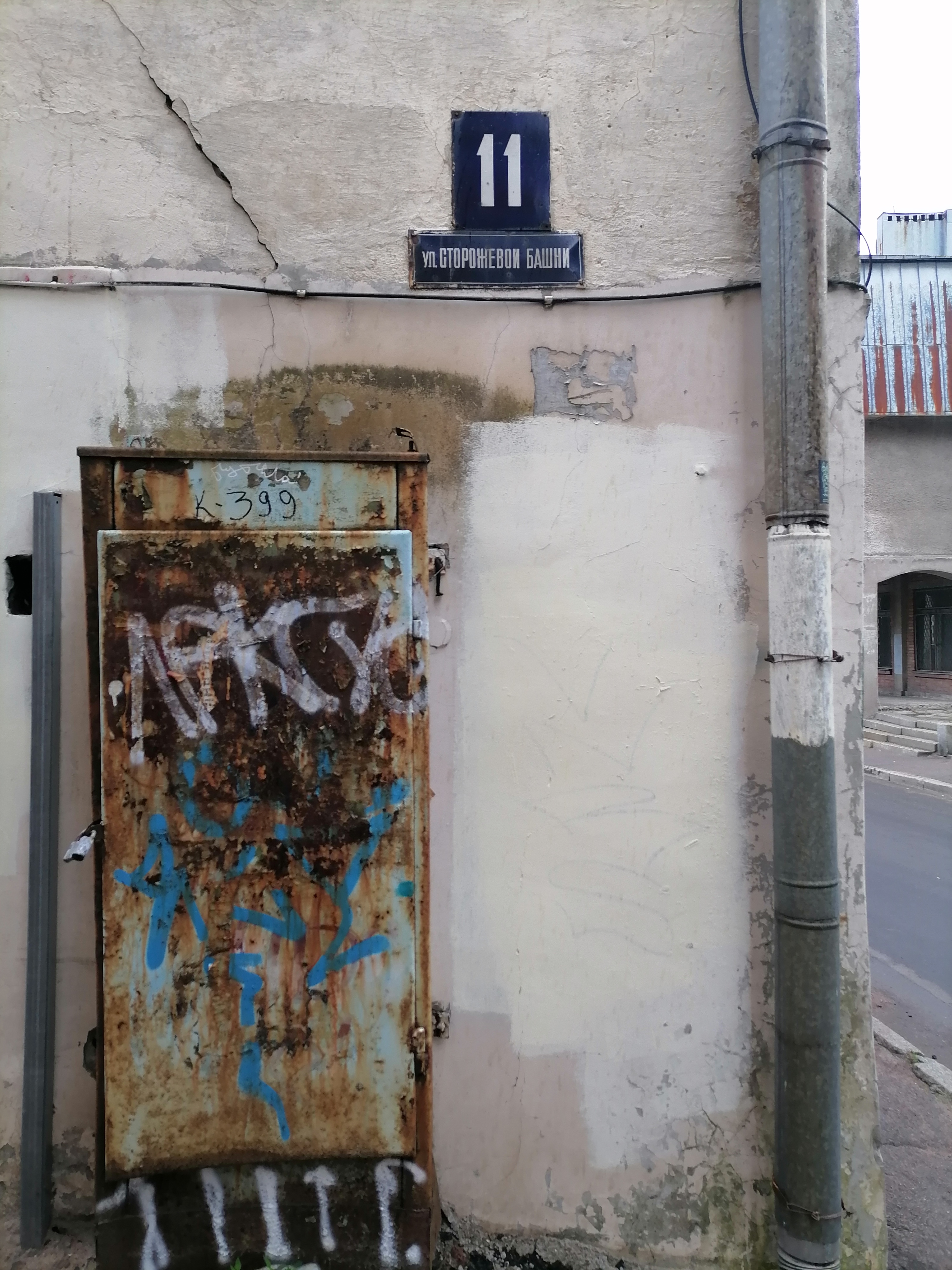
Табличка на д. 11
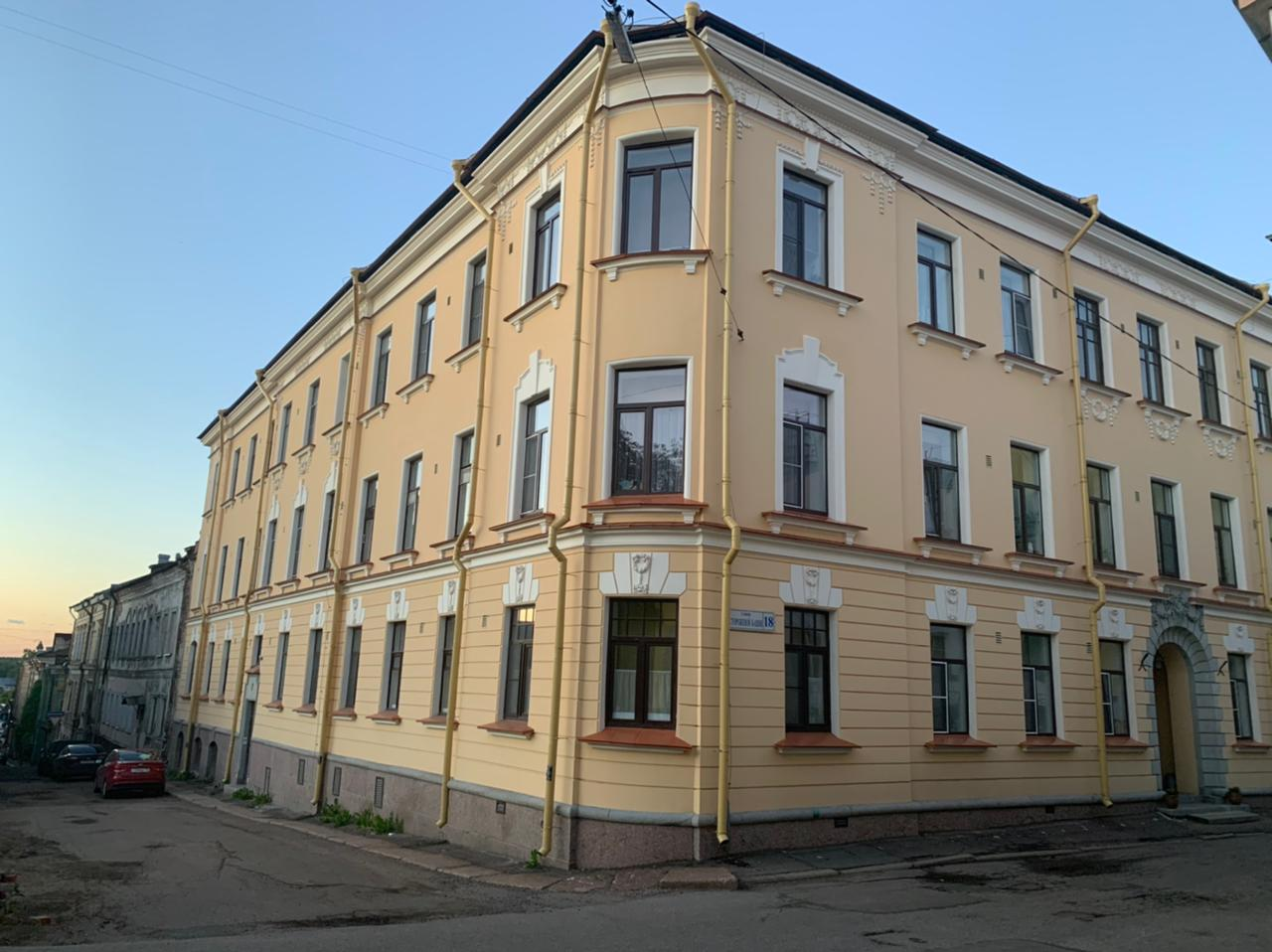
Дом Клоуберга
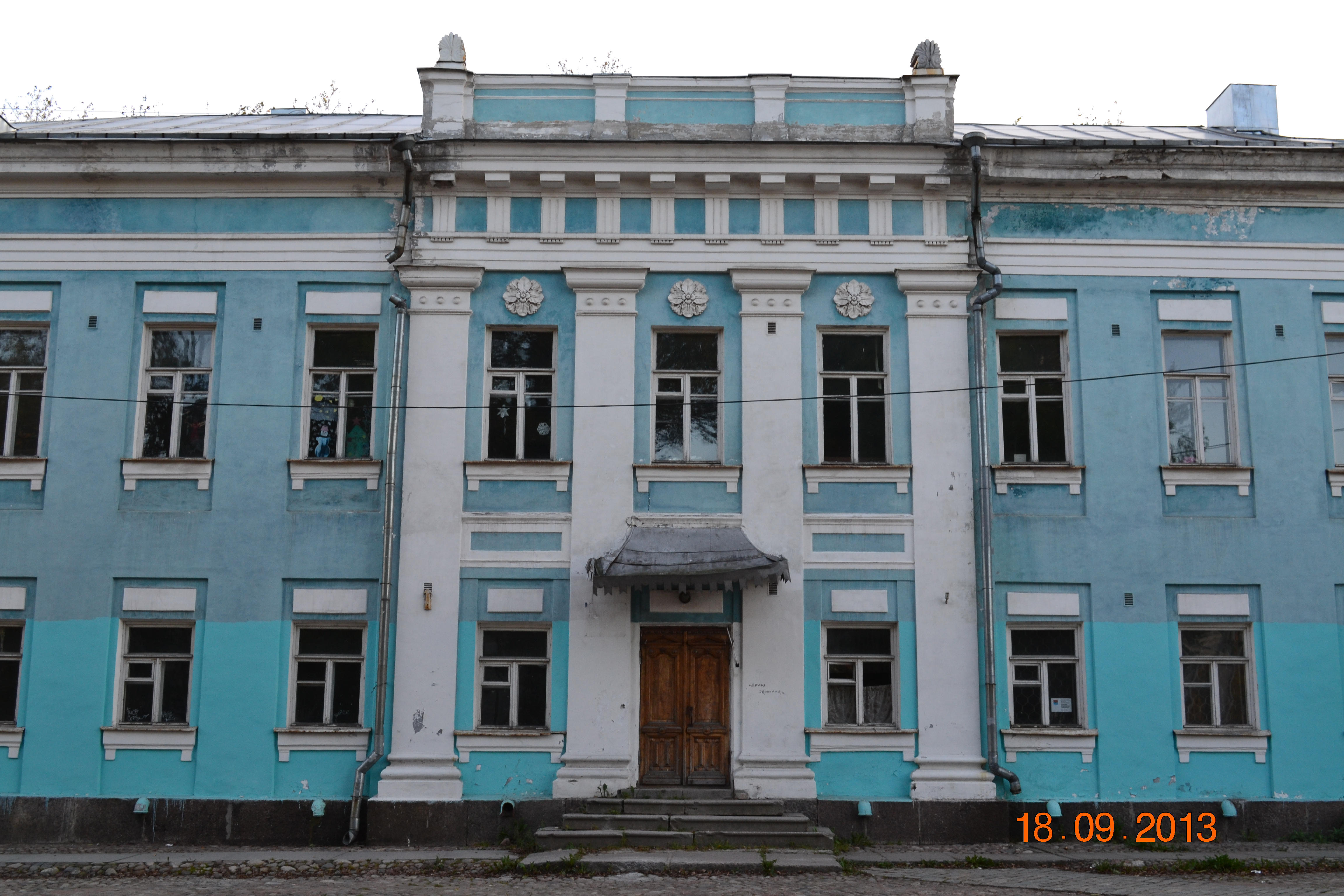
Дворец наместника
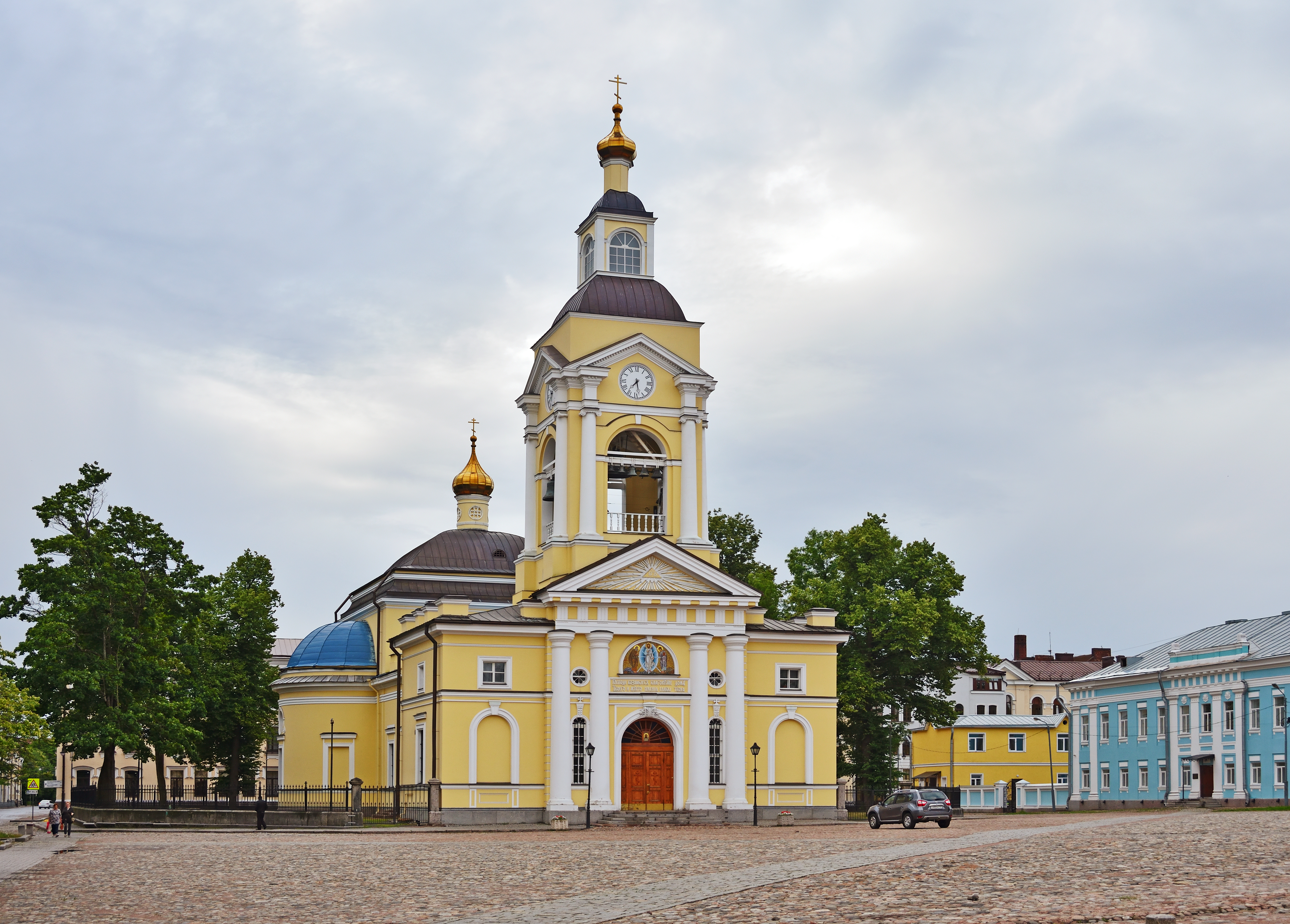
Спасо-Преображенский собор